# Ливингстон (Калифорнија)
Ливингстон (енгл. Livingston) град је у америчкој савезној држави Калифорнија. По попису становништва из 2010. у њему је живело 13.058 становника.

## Демографија
Према попису становништва из 2010. у граду је живело 13.058 становника, што је 2.585 (24,7%) становника више него 2000. године.
| Група             | 2000.         | 2010.         |
| Белци             | 1.065 (10,2%) | 1.039 (8,0%)  |
| Афроамериканци    | 77 (0,7%)     | 106 (0,8%)    |
| Азијати           | 1.513 (14,4%) | 2.223 (17,0%) |
| Хиспаноамериканци | 7.521 (71,8%) | 9.547 (73,1%) |
| Укупно            | 10.473        | 13.058        |